# Flagge Östergötlands

Offizielle Flagge der schwedischen Provinz Östergötland

Inoffizielle Flagge Östergötlands (Östergötlands flagga)

Die offizielle Flagge Östergötlands (schwedisch: Östergötlands flagga) ist ein Wappenbanner mit dem Wappen der schwedischen Provinz Östergötland als Motiv.
Auf rotem Grund befindet sich dort ein goldener Drache mit Flügeln und Schwanz, blauer Zunge und Krallen. Jede Ecke ist mit einer silbernen Rose ausgefüllt. Das Wappen wurde am 18. Januar 1884 auf der Grundlage zweier früherer Wappen eingeführt und 1972 überarbeitet.

## Inoffizielle Flagge
Daneben gibt es eine inoffizielle Version der Flagge Östergötlands. Sie ist eine skandinavische Kreuzflagge, wie man sie überwiegend in den nordischen Ländern findet, und entspricht der Flagge Schwedens mit umgekehrter Farbstellung: blaues Kreuz auf gelben Grund. Das blaue Kreuz symbolisiert die zwei Kanäle Göta-Kanal und Kinda-Kanal, die beide durch die historische Provinz Östergötland führen. Die gelbe Grundfarbe steht für die östergötländische Ebene und dessen fruchtbare Kornfelder.
Die Flagge wurde vom Verleger Per Andersson aus Mjölby entworfen und 1972 der Öffentlichkeit vorgestellt. Anfang der Achtzigerjahre begann man sie auf der als "Vätterlandet" genannten Initiative einiger Kommunen in Östergötland für touristische Zwecke einzusetzen. Allerdings ist der Bekanntheitsgrad der Flagge nach wie vor begrenzt, selbst unter den Östergötländern kennen sie viele nicht.
Die Ausgestaltung der Flagge ist nicht neu. Bereits die Regierung (Landskapsstyrelsen) der finnischen Autonomie-Provinz und Inselgruppe Åland schlug eine gelbblaue Kreuzflagge als Flagge der Inselgruppe vor, die später "Pestflagge" (Pestflaggan) genannt wurde. Die Parlamentarier vom Landstinget der Åland-Inseln lehnten den Vorschlag ab, weil ihnen das Design nicht gefiel.